# William J. Rutter
Pour les articles homonymes, voir Rutter.
William J. Rutter, né le 28 août 1927 à Malad City (Idaho) et mort le 11 juillet 2025 à San Francisco, est un biochimiste américain qui cofonde avec Edward Penhoet et Pablo DT Valenzuela la première société de biotechnologie Chiron Corporation.
En tant que président du département de biochimie et de biophysique de l'université de Californie à San Francisco, William J. Rutter contribue à faire de ce département un chef de file dans le domaine universitaire de la biotechnologie pendant le boom biotechnologique de la région de la baie de San Francisco dans les années 1980.

## Biographie
William J. Rutter naît le 28 août 1927
Il passe un peu de temps dans l'United States Navy et un an à l'université Brigham Young, avant d'obtenir un B. A. (1949) en biochimie à l'université Harvard. Il obtient un M. S. (1950) de l'université de l'Utah et un PhD (1952) de l'université de l'Illinois avec une thèse sur la galactosémie. Entre 1952 et 1968, William J. Rutter occupe des postes à l'université du Wisconsin, à l'institut Karolinska, à l'université de l'Illinois, à l'université Stanford et à l'université de Washington. En 1969, il déménage à l'université de Californie, San Francisco (UCSF), où il dirige le Département de biochimie et de biophysique jusqu'en 1982. De 1983 à 1989, William J. Rutter est directeur de l'Institut de recherche sur les hormones de l'UCSF.
En 2003, il reçoit le Biotechnology Heritage Award,.
William J. Rutter meurt le 11 juillet 2025, à l'âge de 97 ans.